# طروادة مريخية

مجموعة النقاط الخامسة (L5) من نقاط لاغرانج تبدو واضحة بالأخضر، أما مجموعة النقاط الرابعة (L4) فهي تبدو بالأزرق الفاتح، يمكن ملاحظة المريخ باللون البرتقالي والأرض بلون أزرق، أما الكوكب ذو المدار البعيد فهو المشتري.

طروادة مريخية أو الطرواديات المريخية هي مجموعة من الأجرام التي تشارك نفس مدار المريخ حول الشمس، ويمكن إيجادها حول نقاط لاغرانج التي تقع أمام وخلف المريخ. أصل هذه الأجرام لا يزال غير متأكد منه، توجد افتراضية تقول أنها وجدت حول المريخ في بدايات تشكيل المجموعة الشمسية حيث قبضتها جاذبية الكوكب. افتراضية أخرى تقول أن أصل هذه الأجرام هي كويكبات شاردة في بداية تشكيل المجموعة الشمسية صادف أنها عبرت نقاط لاغرانج الخاصة بالمريخ فاستقرت هناك منذ ذاك الحين، لكن هذه الافتراضية لا زالت تخضع للدراسة وإعادة النظر بسبب كتلة المريخ القليلة نسبياً.
في يومنا الحاضر توجد سبع كويكبات مؤكد أنها طروادة مريخية لها مدار ثابت، لكن أربعة منها فقط معترف فيها لدى مركز الكواكب الصغيرة.